# 查格腊子峰
查格腊子是中国横断山系最西侧的伯舒拉岭（དཔའ་ཤོད་ལ Baxoi La）的主峰，海拔6,155m（亦有6,146m之说），坐标为28° 49' 25.61" N, 98° 3' 23.04" E，山麓多第四纪冰川发育。